# Athroisma
Athroisma é um género botânico pertencente à família Asteraceae.